# Clase Almirante Lynch
La Clase Almirante Lynch, o Clase Faulknor, fue un grupo de 6 destructores, o cazatorpederos líderes, mandados a construir en el Reino Unido por la Armada de Chile, justo antes de la Primera Guerra Mundial. Debido al comienzo del conflicto cuatro de ellos fueron enajenados por la Royal Navy. Al final de la conflagración fueron devueltos a Chile los tres buques que sobrevivientes de la partida requisada. 

## Historia

### Pedido
Los chilenos, que habían sido históricos clientes de astilleros británicos, realizaron un pedido de seis cazatorpederos líderes de flotilla a la empresa del diseñador Samuel J. White en 1911. Estos destructores eran más grandes y de mayor autonomía que los destructores británicos contemporáneos. Dos naves, Condell y Lynch, fueron entregadas antes del comienzo de guerra y sirvieron en la marina de guerra chilena hasta 1945. Las cuatro naves restantes fueron adquiridas por los Británicos en 1914 y lucharon en la Royal Navy durante Primera Guerra Mundial como las líderes de Flotilla de la clase Faulknor. 

### Clase Fauknor en la Gran Guerra

#### Jutlandia
Durante la Primera Guerra tres de las unidades inglesas de la clase participaron en la Batalla de Jutlandia: HMS Tipperary, HMS Broke y HMS Faulknor. 
La noche del 31 de mayo de 1916, durante un momento de calma entre las escuadras enfrentadas, en un puesto de vanguardia se ubicaba la IV Flotilla de Destructores, liderada por el HMS Tipperary, bajo el mando del capitán C. J. Wintour. El segundo buque de la escuadrilla era el HMS Broke (después Uribe). El resto de los 17 destructores ligeros reunidos en la flotilla estaban formados en dos líneas tras ambos líderes. El Tipperary tuvo la mala fortuna de solicitar, en medio de la oscuridad, el santo y seña al acorazado SMS Westphalen, primero en la línea de la fuerza central alemana del almirante Reinhard Scheer. El Tipperary sufrió una andanada demoledora. Mientras el resto de los destructores británicos arrojaba sus torpedos en contra de la formación alemana impactando al SMS Nassau, el Tipperary se hundía con 185 de sus 197 tripulantes. 
El Broke, bajo el mando de W. L. Allen, relevó al Tipperary como líder de la flotilla, pero debido a la oscuridad se vio forzado nuevamente pedir santo y seña a un buque, que resultó ser el crucero alemán SMS Rostock. El fuego reunido del Rostock y Westfalen causó estragos en el Broke, que decidió abandonar la línea. Con el timón trabado, al intentar esta maniobra se enganchó con el HMS Sparrowhawk, provocando una colisión en cadena con el HMS Contest. Horas más tarde el Sparrowhawk debió ser echado a pique por su propia tripulación producto de las averías.
Durante la batalla el HMS Foulknor (más tarde Riveros), bajo el comando del capitán A. J. B. Stirling, lideró la XII Flotilla de Destructores ubicada a la retaguardia de la flota británica.

#### Otras acciones
El 20 de abril de 1917, en las cercanías de Dover, el HMS Broke, en compañía del HMS Swift, participó en un combate contra la III y V Fotillas alemanas. De acuerdo con la primera versión inglesa el Broke se las ingenió primero para hundir los destructores alemanes G42 y G82, tras lo cual la tripulación habría abordado machete en mano un tercer destructor, no identificado. Luego de hundir dicho barco, el Broke habría logrado lanzar dos torpedos contra a un cuarto destructor adversario, destruyéndolo. Esta acción fue relatada con admiración en la prensa británica, que convirtió al comandante del Broke, el popular explorador antártico Edward Evans, en el héroe mediático del día. Muchas fuentes posteriores no ubican en la acción a los dos destructores alemanes no identificados, por lo que se podría suponer que el extraño relato del abordaje fue una invención de la propaganda de guerra inglesa. Este combate fue publicitado con el nombre de Batalla del Estrecho de Dover.
El HMS Botha (después Williams) participó, 21 de marzo de 1918, en un combate contra lanchas torpederas en las cercanías de Durkenke, donde habría hundido dos de estas unidades alemanas indentificadas, como A7 y A9, y destruido con un torpedo una tercera. El Botha realizó esta acción habiendo soportado a su vez el impacto de un torpedo, producto de un error del destructor francés Capitaine Mehl.

### En Chile
El Almirante Lynch y el Almirante Riveros (ex Foulknor) fueron tomados por la marinería durante la Sublevación de la Escuadra de Chile, en 1931. El Lynch, con el resto de la escuadra, fue bombardeado en Coquimbo por la Fuerza Aérea de Chile, sin sufrir daños. El Riveros fue alcanzado por artillería del grupo Silva Renard del Ejército durante el asalto a Talcahuano. Se retiró a la Isla Quiriquina, donde desembarcó muertos y heridos. Dado el mal estado en que quedó tras este incidente, el buque fue destinado como blanco para los ejercicios de puntería del Acorazado Almirante Latorre en 1933. 

## Barcos
En "negrita" los barcos que llegaron a Chile antes de la guerra.
| Barco                                                      | Lanzado                  | Comisionado   | Decomisión                                                  |
| ---------------------------------------------------------- | ------------------------ | ------------- | ----------------------------------------------------------- |
| Almirante Condell                                          | 28 de septiembre de 1912 | enero de 1914 | Dado de baja 1945, enajenado en 1955                        |
| Almirante Lynch                                            | 28 de septiembre de 1912 | 1913          | Dado de baja 1945                                           |
| Almirante Riveros, (ex HMS Faulknor), ex Almirante Simpson | 26 de febrero de 1914,   | 1914          | regresado a Chile en 1922, desechado en 1933                |
| Almirante Uribe, (ex HMS Brooke (1914)), ex Almirante Goñi | 25 de mayo de 1914       | 1914          | regresado a Chile 1920, enajenado 1933                      |
| Almirante Williams (ex HMS Botha)                          | 2 de diciembre de 1914   | 1915          | regresado a Chile 1920, enajenado en 1933                   |
| HMS Tipperary, ex Almirante Riveros                        | 5 de marzo de 1915       | 1916          | hundido durante la Batalla de Jutlandia, 31 de mayo de 1916 |